# توماس كي. مارتن
توماس كي. مارتن (بالإنجليزية: Thomas K. Martin)‏ (25 سبتمبر 1960، ميدلسبورو في الولايات المتحدة)؛ روائي أمريكي.